# Guglielmo I Malatesta de Sogliano
Guglielmo I Malatesta de Sogliano fou fill de Joan I Malatesta de Sogliano i comte sobirà de Sogliano associats a son germans Rambert I Malatesta de Sogliano, i Malatesta I Malatestino de Sogliano el 1199. Fou també senyor de Pennabilli, Verrucchio, Roncofreddo, Poggio dei Berni, Ciola dei Malatesti, Montegelli, Rontagnano, Savignano di Rigo, Pietra dell'Uso, Montebello i Montepetra. El 1305 va recomprar el castell i comarca de Strigara venut pel seu pare. Va morir passat el 1316.